# David Rugamas
David Antonio Rugamas Leiva (auch Tony Rugamas; * 17. Februar 1990 in San Juan Opico) ist ein salvadorianischer Fußballspieler.

## Karriere

### Verein
David Rugamas spielte als Teenager in den Reservemannschaften von CD Juventud Independiente und Alianza FC. Hier unterschrieb er 2011 auch seinen ersten Vertrag. Über die unterklassigen Mannschaften von CD Once Lobos (2012), CD Universidad de El Salvador (2012) und CD Juventud Independiente (2013–2015) unterschrieb er 2015 einen Vertrag bei AD Isidro Metapán. Der Verein spielte in der ersten Liga des Landes, der Primera División de Fútbol Profesional. Während des Vertrags bei Metapán wurde er von August 2016 bis Dezember 2016 an den irakischen Club al-Mina'a SC aus Al Maqal ausgeliehen. 2017 wechselte er zum Ligakonkurrenten Club Deportivo Águila nach San Miguel. Hier schoss er in 26 Spielen vier Tore. 2018 unterschrieb er einen Vertrag beim ebenfalls in der Ersten Liga spielenden Club Deportivo FAS aus Santa Ana. Nach Ende der Vertragslaufzeit ging er Mitte 2019 nach Thailand. Hier schloss er sich dem in der Zweiten Liga, der Thai League 2, spielenden JL Chiangmai United FC aus Chaingmai an. In der Rückserie spielte er zehnmal für Chiangmai. Nach Vertragsende wechselte er 2020 nach Guatemala. Hier unterzeichnete er einen Vertrag beim Club Xelajú MC in Quetzaltenango. Der Verein spielt in der höchsten Liga des Landes, der Liga Nacional de Guatemala.

### Nationalmannschaft
David Rugamas spielt seit 2015 für die Nationalmannschaft von El Salvador. Sein Länderspieldebüt gab er am 31. Mai 2015 in einem Freundschaftsspiel gegen Honduras im Robert F. Kennedy Memorial Stadium in Washington, D.C.